# タイ・プレミアリーグ2004-05
タイ・プレミアリーグ2004-05は、1996-97シーズンに創設されてから9シーズン目のタイ・プレミアリーグである。大会名はタイ・リーグ（タイ語: ไทย ลีก, 英語: Thai League）。

## 概要
2004-05年シーズンは、昨年のタイ・ディヴィジョン1リーグの上位2チームが昇格した。プロヴィンシャル・エレクトリシティ・オーソリティは初昇格、TOTは2シーズンぶりのプレミアリーグ復帰となった。
タイ・タバコ・モノポリーが初優勝を果たした。タイ・タバコ・モノポリー、2位のプロヴィンシャル・エレクトリシティ・オーソリティはAFCチャンピオンズリーグ2006出場権を獲得した。タイ・タバコ・モノポリーは東南アジアクラブ選手権2005出場権も獲得した。TOTはプロフェッショナル・リーグ、ロイヤル・タイ・ネイビーはディヴィジョン1リーグへ降格する。
プロヴィンシャル・エレクトリシティ・オーソリティのSupakit Jinajaiとポート・オーソリティ・オブ・タイランドのサラーユット・チャイカムディーが10得点で得点王に輝いた。サラーユットは2シーズンぶり通算2回目の得点王。年間最優秀選手にはタイ・タバコ・モノポリーのジョゼ・カルロス・ダ・シウヴァ、同最優秀監督にはタイ・タバコ・モノポリーのJosé Alves Berwisが選出された。

## 所属チーム（2004-05年シーズン）
- クルン・タイ・バンク （前年優勝）
- BECテロ・サーサナ
- オーソットサパー
- バンコク・ユニバーシティ
- ポート・オーソリティ・オブ・タイランド
- バンコク・バンク
- ロイヤル・タイ・ネイビー
- タイ・タバコ・モノポリー
- TOT （ディヴィジョン1リーグから昇格）
- プロヴィンシャル・エレクトリシティ・オーソリティ （ディヴィジョン1リーグから昇格）

## 順位表
| 順位 | チーム                                           | 試 | 勝 | 分 | 敗 | 得 | 失 | 差  | 勝点 | 備考                                                    |
| ---- | ------------------------------------------------ | -- | -- | -- | -- | -- | -- | --- | ---- | ------------------------------------------------------- |
| 1    | タイ・タバコ・モノポリー (C)                     | 18 | 9  | 7  | 2  | 26 | 11 | +15 | 34   | AFCチャンピオンズリーグ20061 東南アジアクラブ選手権2005 |
| 2    | プロヴィンシャル・エレクトリシティ・オーソリティ | 18 | 9  | 5  | 4  | 23 | 19 | +4  | 32   | AFCチャンピオンズリーグ20061 PEA 4-2 OSO                |
| 3    | オーソットサパー                                 | 18 | 9  | 5  | 4  | 34 | 20 | +14 | 32   |                                                         |
| 4    | ポート・オーソリティ・オブ・タイランド           | 18 | 7  | 5  | 6  | 26 | 27 | -1  | 26   |                                                         |
| 5    | クルン・タイ・バンク                             | 18 | 6  | 7  | 5  | 24 | 22 | +2  | 25   | KTB 5-4 BEC                                             |
| 6    | BECテロ・サーサナ                                | 18 | 6  | 7  | 5  | 19 | 18 | +1  | 25   | KTB 5-4 BEC                                             |
| 7    | バンコク・ユニバーシティ                         | 18 | 5  | 7  | 6  | 16 | 21 | -5  | 22   |                                                         |
| 8    | バンコク・バンク                                 | 18 | 5  | 5  | 8  | 25 | 28 | -3  | 20   | TPL・DIV1入れ替え戦2                                    |
| 9    | TOT                                              | 18 | 3  | 7  | 8  | 20 | 25 | -5  | 16   | ディヴィジョン1リーグ降格3                              |
| 10   | ロイヤル・タイ・ネイビー                         | 18 | 3  | 1  | 14 | 11 | 33 | -22 | 10   | ディヴィジョン1リーグ降格3                              |

1 両チームともに書類申請の遅れにより失格。

2 バンコク・バンクはプレミアリーグ残留。詳細不明。

3 TOTはタイ・ディヴィジョン1リーグへは降格せず、プロフェッショナル・リーグ2006に加入した。
- Thailand Thailand 2004/05 - RSSSF (Rec.Sport.Soccer Statistics Foundation)

## 表彰
- 得点王 :  Supakit Jinajai （プロヴィンシャル・エレクトリシティ・オーソリティ）、 サラーユット・チャイカムディー （ポート・オーソリティ・オブ・タイランド）
- 年間最優秀選手賞 :  ジョゼ・カルロス・ダ・シウヴァ （タイ・タバコ・モノポリー）
- 年間最優秀監督賞 :  José Alves Berwis （タイ・タバコ・モノポリー）

## コー・ロイヤルカップ
コー・ロイヤルカップ2005-06は、プレミアリーグ優勝のタイ・タバコ・モノポリーが同2位のプロヴィンシャル・エレクトリシティ・オーソリティに4-1で勝利した。

## タイ・ディヴィジョン1リーグ
タイ・ディヴィジョン1リーグ2004-05は、ロイヤル・タイ・アーミーが優勝した。ロイヤル・タイ・アーミー、2位のタイ・ホンダは来シーズンのプレミアリーグに昇格する。

## プロヴィンシャル・リーグ
プロフェッショナル・リーグ2005は、チョンブリーが優勝した。チョンブリー、2位のスパンブリーは来シーズンのプレミアリーグに昇格する。